# Eutaw
Eutaw é uma cidade localizada no estado americano do Alabama, no Condado de Greene.

## Demografia
Segundo o censo americano de 2000, a sua população era de 1878 habitantes.
Em 2006, foi estimada uma população de 3031, um aumento de 1153 (61.4%).

## Geografia
De acordo com o United States Census Bureau, a localidade tem uma área de 11,8 km², sem área coberta por água. Eutaw localiza-se a aproximadamente 60 m acima do nível do mar.

## Localidades na vizinhança
O diagrama seguinte representa as localidades num raio de 32 km ao redor de Eutaw.